# Riekiella cetrata
Riekiella cetrata är en tvåvingeart som beskrevs av Kelsey 1971. Riekiella cetrata ingår i släktet Riekiella och familjen fönsterflugor. Inga underarter finns listade i Catalogue of Life.